# HD83102
HD83102 — хімічно пекулярна зоря спектрального класу
A9 й має видиму зоряну величину в смузі V приблизно  9,3.